# Marcian Hoff
Marcian Edward "Ted" Hoff, Jr. (Rochester, 28 de outubro de 1937) é um dos inventores do microprocessador.
Hoff, um engenheiro, começou a trabalhar na  Intel Corporation em 1967, sendo o funcionário número 12, ao qual é creditada a ideia de um processador universal, ao invés dos então comuns circuitos padrão.